# Nino Bixio

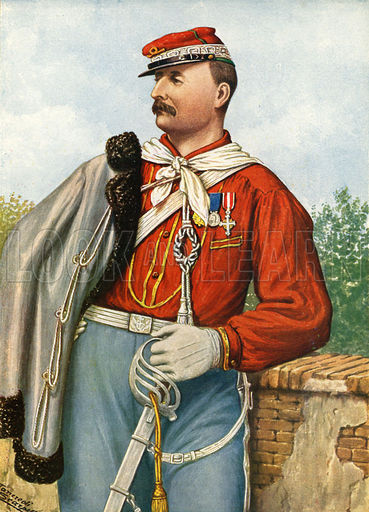
Nino Bixio.

Nino Bixio, född 2 oktober 1821 i Genua, död 16 december 1873 i Banda Aceh, var en italiensk militär och frihetskämpe under risorgimento-perioden.
Bixio anslöt sig 1848 till friskaror och deltog vid försvaret av Venedig mot fransmännen. Som generalstabsofficer stred han vid Garibaldis sida 1849 vid försvaret av Rom. För sin tapperhet under Garibaldis fälttåg kom han att kallas "den andre av de tusen". Han utnämndes av Garibaldi till ställföreträdande general, och tillhörde 1862–1871 reguljära armén och från 1871 handelsflottan. Som deputerad från 1861 medlade han mellan Camillo di Cavour och Garibaldi, och blev 1870 senator.